# 心に星の輝きを
『心に星の輝きを』（こころにほしのかがやきを）は、松葉博による日本の漫画作品。『月刊ステンシル』（エニックス（現スクウェア・エニックス）にて連載された。マッグガーデンに移籍して新装版と続編である『もっと☆心に星の輝きを』『続 心に星の輝きを』『新 心に星の輝きを』が連載された。これについても本項で記述する。

## 概要
日本の平安時代における宮中を舞台とする恋愛漫画。描写は典型的な少女漫画風。漫画作品略称は「ここ星」または「心星」。
「心に星の輝きを」は『月刊ステンシル』にて連載。終了後、マッグガーデン刊『月刊コミックブレイド』に移籍して続編「もっと☆心に星の輝きを」を連載（2002年4月創刊号〜2005年6月号）。「もっと」の続編にあたる「続 心に星の輝きを」以降はマッグガーデンのWebコミックに掲載の場を移し、『WEBコミックBeat's』にて「新 心に星の輝きを」を連載（2011年5月～2013年3月）。
先行配信販売されていた「心に星の輝きを～朝露の章～」は、のちにコミックスになった際は「続」第1巻として発売された。また「続」発売にあわせ作者初となるサイン会が行われた。

## あらすじ

### 心に星の輝きを～もっと☆心に星の輝きを
権大納言家の姫、茜は14歳で成人したというのに、父は「もう子供じゃない」と強引に縁談を勧められるも、茜は「結婚しない」「自分が変わらなければいい」との一点張りで縁談に乗ろうとしない。幼馴染の仰は茜への恋愛感情を自覚しているが、茜は恋愛に関してはとんと疎かった。ある日、仰が茜を押し倒した（実は誤解）ところを見られ、仰は権大納言家への出入りを禁じられてしまう。一連の顛末を見た茜の母で尚侍である明子は茜を縁者と身分を偽らせ、自分の侍女として宮中に上がらせる。しかし、茜や仰に想いを寄せる者が出てきて…。

### 続 心に星の輝きを
「もっと」の登場人物のその後を描いた物語。「朝露の章」の題で連載された第1巻は東雲と朝露のその後を中心に描かれている。

### 新 心に星の輝きを
「もっと」より15年後の物語。亡き近江守の娘、澪は家を守るために男として宮中に上がる。

## 登場人物
初登場時の年齢は「心に星の輝きを」のもの。一部キャラクターの年齢は本作第6巻の番外編を元に記述。
藤原 茜（ふじわらの あかね）
主人公。権大納言忠家の娘。初登場時14歳。
可愛らしい外見とお転婆な性格で知られる。仰を一途に慕っているが、心が幼い為に彼を「一人の男」として見られない。本作では身分を隠して母・明子の女房「桂（かつら）」として宮仕えをする（しかし本名は明かしているので、「茜」と呼ばれる事が多い）。宮仕えを始めてからは、精神的にも肉体的にも成長し、仰を男性として意識するようになり、両想いになった。明子が尚侍を退任した際に宮中を退き、仰と結婚した。
初期と『もっと…』で多少性格が異なる。「続」以降は大人びた女性として描かれている。
源 仰（みなもとの あおぎ）
右大将頼次の子。初登場時16歳。
右近少将。真面目な性格で人望が厚い。茜を一人の女性として見ているが、茜の反応を待っているばかりで自ら踏み出すことができず、忠家や東雲らを苛立たせる事もあった。異例のスピードで少将に昇進しているが、良家の生まれでないという身分も2人の進展を阻めていた。実は帝が身分低い女官との間にもうけた第一皇子（あおき宮）で、母子への迫害を恐れた帝が頼次に託したという過去がある。帝から出自を明かされた際に譲位の誘いを断り、一源氏として生きる事を選んだ。
「新」では中納言左近衛大将及び左馬御監(左馬寮の責任者)の地位に就いている。
藤原東雲（ふじわらの しののめ）
忠家の四男、茜の異母兄。初登場時18歳。
頭中将。16歳の右近少将のときに朝露を見初め、反対を押し切り結婚して移住した事などから父の忠家とは折り合いがよくない。よく仕事を放って同僚らを困らせているが、心を失った朝露の傍に居なければならないという想いからのものだった。茜と仰の仲を見守っており、時には仰を叱咤した。
「新」では一の大納言の地位に就いている。
藤原忠家（ふじわらの ただいえ）
茜、東雲らの父。初登場時44歳。
正三位権大納言。茜を良家の妻にしようと奔走するが、茜のお転婆さに頭を悩ませている。そのため茜と仰の仲を認めていないが、内心ではずっと仰からのアクションを待っていた。その頑固さから明子、茜、東雲とは喧嘩が絶えない。
「新」では左大臣の地位に就いており、主人公の澪が帝に謁見する度に登場している。澪のドタバタ姿を見て胃痛と共に"誰か"のことを思いだしている。
明子（あきこ）
忠家の北の方（正室）、茜・陽・昇の母。初登場時36歳。
一貴族の妻でありながら、尚侍の職に就いている。帝からの信頼は厚いらしい。忠家とは茜の教育を巡ってよく喧嘩している。「もっと」では母親、上司、一人の女性として茜に接した。「もっと」終盤で帝の譲位に際し、茜と共に宮中を退く。
朔（さく）
忠家の側室。明時・東雲の母。年齢は不明。
お淑やかな性格で、忠家の心情を見透かしている。明子と一緒にいるシーンは無いが、いい関係である模様。
夕庚（ゆうずつ）
頼次の娘で、仰の妹。初登場時13歳。所謂ブラコンで、仰の相手に茜は相応しくないと思い、賭け勝負を持ちかけたこともある。最終的には仰の硬い意志を知り、仰と茜の仲を認めた。「もっと」最終回で後宮に上がり書司となる。
源八雲（みなもとの やくも）
右近少曹。初登場時15歳。仰を慕っている熱血漢。茜を権大納言家の姫と知らずに一目惚れしてしまう。
小夜（さよ）
茜に仕える女房。初登場時19歳。茜と仰の関係を見守る一人。茜の宮仕えにも同行した。茜の結婚後も変わらず仕えている。
狭霧（さぎり）
茜に仕える女童。
藤原高月（ふじわらの たかつき）
右大臣の長男。頭の弁。女たらしで、自ら「落とした女人」の自慢話をする事もしばしば。忠家の手引きで、茜をモノにしようとする。猫が大の苦手。仰が帝の子であるという噂を吹聴した張本人。
彦星（ひこぼし）
茜が飼っている雄猫。綱で繋がないのが茜のポリシーなので、時々茜の元を離れてどっかへ行ってしまったりする。茜の宮仕えにも同行。

### 「もっと」より登場のキャラクター
賀茂火球（かもの かきゅう）
陰陽師。東雲の友人。年齢不明。初登場時は「鴨火球」（読みは同じ）と誤植による表記があった。
東雲が16歳の時点で「くされ縁」と呼べるほどの長い関係になっている事が語られている。
モモンガの七星とムササビの北斗を飼っている。
五月（さつき）
明子の女房。初登場時15歳。
仰のファンである縁から茜と仲良くなり、茜と仰の仲を見守るようになる。結婚のため茜と同時期に宮中を退き、後に茜の子供の乳母として茜の邸に来た。
七夜（ななよ）
桐壺の女房で五月の幼馴染。通名「侍従の君」、通称「なっちゃん」。自分に対するストーカー騒ぎが縁で、茜とも仲良くなる。偶然話しかけてきた八雲に一目惚れするが、実は親同士が決めた婚約者が八雲であった。
藤原 昴（ふじわらの すばる）
右大臣の次男。右近少将。高月の弟。兄同様の女絡みの噂が耐えないが、兄の事が嫌い。茜に興味を持ち、たびたび茜と仰の仲を引き裂こうとする。
源 頼次（みなもとの よりつぐ）
右大将。仰、夕庚の父。帝の友人。
「続」では左大将の地位に就いている。
蝶子（ちょうこ）
中納言の姫君。自分の結婚相手（といってもまだ縁談の段階）である仰に想いを馳せる。仰の使いに化けた昴に茜の悪評を吹き込まれ、茜を憎むようになるが、実際に茜に逢った事でその考えを改める。
初日（はつひ）
大尼君（おおあまぎみ）。明子の母。女性として成長していく茜を優しく諭す。
春日（かすが）
麗景殿の女房。数多くの貴族と関係を持ち、仰も誘惑しようとするが、仰は靡かなかった。
朝露（あさつゆ）
東雲の妻。ある皇族の末の姫君として生まれたが、妾腹であったのと生まれつき病弱であった事から実家と疎遠になり、恋人にも裏切られた過去がある。その恋人の子を妊娠していたころに東雲と出逢い、心を動かされるが自分が彼の相手ではいけないと拒絶し続けていた。嵐の日に体調を崩し、この子供を死産した事で心を病んでしまう。茜が高月に襲われかけて東雲の邸に避難してきた事を機に笑顔を見せるようになり、「続」第1巻で東雲の子（光輝）を出産した事で感情を取り戻した。
「新」では光輝が11歳の時に亡くなった為、既に故人となっている。
常陸（ひたち）
朝露の侍女。
水柾親王（みずまさしんのう）
東宮。初登場時11歳。
今上帝の第三皇子。自分が次期の帝として相応しくないと陰口を叩かれている事に傷ついている。彦星の飼い主である茜と仲良くなり、茜からは「水柾ちゃん」と呼ばれる。仰に少し似た顔立ちで、水柾自身も仰を信頼している。仰が兄である事を知り、また帝と父子として向き合い、東宮としての立場も強く自覚するようになった。「もっと」終了後に即位しており、「続」以降の「今上帝」はこの水柾のことを指す。
織姫（おりひめ）
水柾が飼っている雌猫。主人の目を盗んで彦星と逢引を重ねている。
明けの少将（あけのしょうしょう）、暮れの少将（くれのしょうしょう）
左近少将。宮中のゴシップに詳しい。髪の色以外はそっくりだが、作者のサイトによると双子ではないとのこと。
今上帝
病気で寝込んでおり、水柾への譲位が近いと噂される。実は仰の実父。

### 「続」に登場のキャラクター
茜と東雲の兄弟たちは「心に星の輝きを」2巻で名前だけ登場しているが、姿が登場したのは「続」第1巻の過去のシーンが初となる。
源 黄金（みなもとの こがね）
茜と仰の長女。3歳。
小春（こはる）
五月の娘。
藤原 陽（ふじわらの あきら）
忠家の長男。見た目や性格は忠家に似ている。「心に星の輝きを」2巻で衛門督であり、忠家にとっては初孫となる子供が登場した事が判明している。
藤原明時（ふじわらの あかとき）
忠家の次男。見た目は東雲と似ている。
藤原 昇（ふじわらの のぼる）
忠家の三男。見た目は茜と似ている。

### 「新」より登場のキャラクター
橘 澪（たちばなの みお）
「新」の主人公。15歳。
故近江守の姫。本来の名は「雲の澪姫」。幼少期に自らの過ちにより起こした火事で家唯一の男子であった兄を死なせてしまい、自身も右肩に酷い痕の残る火傷を負ってしまう。火傷の痕の為に自らに婿は来ないと思い、また男子のいなくなった家を守る為、15歳の時に性別を偽って男性となり、八位の駿河目（するがのさかん）として出仕する。父の影響で馬が好きで、動物の"心"がなんとなく見える力を持っている。馬と自然に接せることから、左馬寮の馬御監である仰より、その力を見込まれて左馬少属(さまのしょうさかん)兼任の申し出を受けた。左馬寮に入ってからは、澪がそこに入るきっかけとなった事件が原因で先輩達から陰湿ないじめを受けるものの、彼らの馬の調教力は認めていて素直に教えを請おうとする度量の広さを見せる。
それからしばらくして澪の本来の素性に気付いた宵子の2人の兄達にあたる高官から父の死の真相を聞かされると同時に、「自分達が援助をするから姫に戻るように」と進言され悩むことになる。その後嵐によって破損した朱雀門の補修工事中に起った足場崩落事故に巻き込まれて重傷を負って意識不明となる。その際光輝が介抱の為人前で彼女の服をはだけさせた為に周囲に本来の性別が露見してしまい、官職を失った。意識を取り戻した後、月宮付きの女官としての話が来ている。
宵子（よいこ）
澪の祖母。男子なき橘家の主であるが、澪に対しては常に冷たく接している。昔から優秀な女性であったことから2人の兄達から妬まれ、無理矢理に橘家に嫁がされた過去がある為、実家との折り合いは非常に悪い。
中の君、三の君
澪の妹。中の君は8歳、三の君は6歳。
太郎（たろう）
澪の兄。火災事故から澪をかばって死亡した。
青（あおし）
かつての近江守で澪達の父親。故人。周囲の人や馬からも慕われている傑物であったが、自ら片眼の見えない馬を選んで走らせた際の落馬事故により亡くなった。
霧（きり）
澪の乳母子。
藤原光輝（ふじわらの みつてる）
東雲と朝露の子。左近将監。
源 朝日（みなもとの あさひ）
茜と仰の長男。左衛門大尉。ハプニングから澪の本来の性別と事情を知ることになるが、母親の茜から澪のことを気にかけるよう言われていたこともあってそれを黙認した。
雨季（うき）
澪が任地で出会った子猿。澪に懐いて離れないため特例で仕事への帯同を許されている。名前の由来は鳴き声から。
月宮（つきのみや）
7歳の皇女。大のイケメン好きで、自らのワガママでイケメン限定の弓道大会を開催させる。

## 単行本
香港、台湾では『星輝映我心』の題で、アメリカでは『More Starlight to Your Heart』のタイトルで翻訳出版された。
- 心に星の輝きを（全2巻）
- 新装版 心に星の輝きを（全2巻）
- もっと☆心に星の輝きを（全8巻）
- 続 心に星の輝きを（既刊1巻）
- 新 心に星の輝きを（全2巻）